# История Луганска
История Луганска начинается с 1797 года, когда шотландец Чарльз Гайскон, по заказу российского императорского правительства, основал завод по производству пушек и боеприпасов для Черноморского флота.

## До начала XVIII-го века
Наиболее ранние поселения на территории Луганска  относятся к раннему палеолиту (100-40 тыс. лет назад). В районе города есть курганы медно-бронзового века (III – начало I тысячелетия до н.э.). На левом берегу Лугани (нынешний Каменобродский район города) и в поселке Вергунцы (Октябрьский район города) в XVII веке жили запорожские казаки, охранявшие южные границы Российского государства. До начала XVIII века земля будущего Луганска, как и всего Среднего Подонцовья находилась под контролем крымских и ногайских татар. Река Северский Донец делила Подонцовье на левобережную (ногайцы) и правобережную (крымские татары) части, где сейчас и расположен город Луганск. На этих землях были кочевья крымских татар, где они летом пасли скот. Через Дикое поле проходили сакмы — военные дороги крымских татар. В среднем течении Северского Донца были многочисленные татарские переходы на Русь. На начало XVIII века крымские татары были вытеснены с территории среднего Подонцовья и запорожцы стали составлять большинство населения этих земель. Отдельные поселения запорожцев были заложены ещё в XVII веке.

## Середина XVIII-го века: Каменный Брод и Вергунка
В середине XVIII века на землях будущего Луганска существовали такие поселения запорожских казаков, как: Каменный Брод, Вергунка. По одним источникам поселения входили в состав Кальмиусской паланки Запорожской Сечи (власть гетмана Кирилла Разумовского). По другим источникам территория считалась землёй донских казаков (по указу 1746 года между владениями запорожских и донских казаков была проведена граница по реке Кальмиус и «от вершины оной, прямою чертою сташе, до прежней 1714 г. России с Портой Отоманской границы»).

## Славяносербия
В 1752 году, в противовес крымским татарам и запорожским казакам, земли к востоку от Бахмута были выделены Российской империей для выходцев из Балкан во главе с Иваном Шевичем и Райком Депрерадовичем (основатель рода Депрерадовичей). Так была образована Славяносербия, в которую вошли и Каменный Брод, и Вергунка, ныне части Луганска. Сюда переселялись украинцы, вначале преимущественно из Левобережной Украины, русские и представители других народов.
От набегов османов, перекопских и крымских татар переселенцев защищал Луганский пикинёрный полк (сформирован в 1764), представляющий собой регулярный поселенный конный полк Российской армии, сформированный из пандурских поселённых полков, из полков Шевича и Депрерадовича, Бахмутского конного казачьего полка и добровольцев из числа поселённых черкасов (казаков) и крестьян-поселенцев. В 1777 году полковником (то есть командиром) Луганского полка был назначен М. И. Кутузов.

## Воронежская губерния Российской империи: поселение «Луганский завод»
В 1775—1783 годах Славяносербия была передана в подчинение Воронежской губернии (бывшая Азовская).

### Луганский завод
В 1790 году приглашённому на российскую службу шотландскому инженеру Карлу Гаскойну было поручено провести разведку залежей руд и каменного угля в Словяносербии. Найденные рудники оказались перспективными для разработки. 14 ноября 1795 выходит разрешение на основание первого в Российской империи южного чугунолитейного завода, с которым и связывают основание города Луганска. Уже через год Карл Гаскойн начал строительство завода, а сёла Каменный Брод (1755) и Вергунка приняли строителей и работников завода. Строительство завода было вызвано целым рядом причин политического и экономического характера. Во второй половине XVIII века Россия одержала ряд важных военных побед над султанской Турцией. Интенсивно шло освоение Черноморского побережья, заселялись южные степи Украины, Приазовье, Придонье. Для крепостей и молодого, только что созданного Черноморского флота нужны были пушки и боеприпасы. Но возить их с Урала, где они производились, было долго и дорого. Поэтому царское правительство решило построить на юге страны казенный металлургический завод, который должен был производить все необходимое для них. В 1797 году посёлок, образовавшийся непосредственно вокруг завода, получил название Луганский завод. Рабочие и специалисты привлекались из внутренних русских губерний, частично из-за границы. Основной костяк составили мастеровые Липецкого завода, а также особо квалифицированные рабочие с Александровского пушечного завода Петрозаводска (Олонецкая губерния), плотники и каменщики из Ярославской губернии. Основной административно-технический персонал состоял из англичан, поэтому главная улица города до революции называлась ул. Английская (сейчас ул. Даля). 4 октября 1800 первая домна Луганского литейного завода выдала чугун. Впервые в Российской империи чугун был произведён с использованием кокса. После этого изображение домны стало неотъемлемой деталью герба дореволюционного Луганска. Завод сыграл большую роль в развитии экономики региона, с вводом его в эксплуатацию началась систематическая промышленная добыча каменного угля, который до этого ввозился из Англии. Он оказал большое влияние на дальнейшее развитие металлургической и угольной промышленности Юга, подготовил первые кадры для металлургических заводов. Потребность завода в сырье побудила учёных начать исследование недр Донецкого бассейна.
В 1801 году, в посёлке Луганский завод, в семье лекаря горного ведомства Ивана Даля, родился будущий лексикограф, фольклорист Владимир Даль, прославившейся составлением «Толкового словаря живого великорусского языка» (в 1981 году в Луганске был открыт памятник Далю, в 1986 году был открыт музей Даля).
Во время Отечественной войны 1812 года завод был одним из главных поставщиков пушек и боеприпасов для российской армии, со 2-й трети XIX века на заводе изготавливались произведения художественного литья. В начале XIX века выгодное географическое расположение Луганского завода между центральными губерниями Российской империи и портовыми городами — Ростовом и Таганрогом способствовало развитию торговли. Посёлок развивался, была открыта первая горная школа (1823), построен Николаевский собор (1841). Из луганских мастеровых вышли такие умельцы как В. Черепанцов, награжденный в 1844 году за строительство парохода "Ростов" серебряной медалью. В 1844 году купец Савелий Хрыпко был награждён медалью «За полезное разведение картофеля в Луганском заводе». В конце 1850-х годов в городе действовало 10 сало- и 2 воскотопных завода, 2 свечных, а также кожные и мыловаренные, 3 маслобойных, 8 кирпичных и черепичных предприятий, 17 мельниц. В 1864 году была построена Казанская церковь. В 1867 году на 10239 жителей Луганского завода приходилось 389 купцов, держащих 108 лавок. Проводились еженедельные базары, а дважды в год, 9 мая и 26 августа, проводились ярмарки. Во второй половине XIX века посёлок Луганский завод бурно развивался, этому способствовало строительство железной дороги Луганский завод—Дебальцево (введена в строй в 1877). В конце XIX века на деньги Давида Вендеровича, старосты синагоги (основана в 1860), владельца заводов, магазинов и складов, был построен Луганский художественный музей (1876).

## Екатеринославская губерния: Луганск
3 сентября 1882 Каменный Брод и Луганский Завод были объединены после того, как российский император утвердил положение Комитета министров Российской империи об основании на их базе города Луганска. Луганск стал новым центром Славяносербского уезда Екатеринославской губернии. В 1883 году был избран первый луганский глава города (мэр) Николай Холодилин, подаривший Луганску сад, который раньше принадлежал его семье (сейчас сад Первого мая). Для работы Луганской думы построили особняк на улице Казанской (потом в особняке размещался музей Ворошилова, потом Луганский городской музей истории и культуры). В 1996 году был открыт памятник Холодилину.
В 1884 году было завершено строительство Екатерининской железной дороги, которая соединила Донбасс с Криворожьем.
По данным переписи 1897 года, Луганск, входя в состав преимущественно украиноязычного Славяносербского уезда, являлся преимущественно русскоязычным городом: из 20 404 жителей города русский (во время переписи — «великорусский») язык родным назвали 13 907 человек (68,16 % населения), украинский («малорусский») — 3 902 (19,12 %), идиш («еврейский») — 1 449 (7,10 %), белорусский — 716 (3,51 %), другие языки — 430 (2,11 %).
В 1887 году Луганский чугунный завод был закрыт, и только в 1895 году на его основе начал работу Луганский патронный завод, а столетие спустя Луганский монетный двор независимой Украины (перенесённый потом в Киев).
В 1893 году в театре купца Степана Блинова проходили гастроли украинской труппы с пьесой"Наталка-Полтавка" Ивана Котляревского.
3 мая 1896 года Густавом Гартманом был основан «Паровозостроительный завод Русского общества машиностроительных заводов Гартмана в Луганске» (Луганский тепловозостроительный завод), в 1900 году завод выпустил первый паровоз (серии Од). Вскоре завод стал производить большую часть всех паровозов в Российской империи. Далее выпускались паровозы серии З, Б, Э. Для рабочих завода Гартмана была основана библиотека. С началом строительства «Машиностроительного завода Гартмана» (1896—1906 гг.) и прокладкой железной дороги, соединившей Луганск со станцией Миллерово, активно формируется промышленное производство: частные кирпичные заводы; казённый винный склад (1896); товарищество «Луганской мануфактуры» (1905); мыловаренный завод Демидова (1906). В 1895 году в Луганске открыта земская больница (сейчас 4-я городская больница). В 1897 году население Луганска составляло 20 400 человек, 68,2 % из которых были русскими. К 1917 году на тепловозостроительном заводе работали 3500 человек.
Заводы и железная дорога сыграли роль главных градообразующих факторов. К началу XX века, Луганск (в составе Славяносербского уезда Екатеринославской губернии) превратился в крупный промышленный центр Российской империи (16 фабрик и заводов, около 40 ремесленных предприятий). В городе была телефонная станция, почтово-телеграфная контора, 5 кинотеатров («Художественный», «Экспресс», «Эрмитаж», «Иллюзион» и Шарапова). В Луганске было 6 православных церквей, синагога ( основана в 1860), римско-католический костёл, лютеранская кирха. Для городского Ботанического сада, выходившего на улицу Садовая, основой служила усадьба директора Луганского литейного завода Карла Гаскойна с прудом.
В начале XX века в городе появилось первое четырёхэтажное здание—Дом Васнева на ул. Банковский (ныне ул. Шевченко). В нём располагалось женское коммерческое училище и мужская прогимназия. Период с 1900 по 1914 год был периодом интенсивного строительства, взамен деревянного был построен каменный мост через Лугань, соединивший Садовую улицу с Каменным Бродом.
В 1912 году была построена городская электростанция и центральные улицы города были электрифицированы.
В 1912 году, в Луганске, фотограф Лев Матусовский открыл фото-ателье в центре города на улице Петербургской, его сын Михаил Матусовский (родился в Луганске в 1915 году) стал известным поэтом-песенником, почётным гражданином Луганска (1987). В Луганске, на Красной площади, поэту-песеннику поставлен памятник (2007).

## Период гражданской войны
В период 1917—1919 годов события революции и Гражданской войны опустошили Луганск. Власть поочерёдно находилась в руках большевиков, Центральной рады, австро-германских войск, донских казаков, Вооружённых Сил Юга России. В память о Гражданской войне и революции были установлены: мемориал борцам революции (1937), памятник с британскими танками (1939).
- После февральской революции, 6 августа 1917 года состоялись выборы в городскую думу Луганска, из 75 избранных гласных 29 были большевиками, председателем думы избрали Климента Ворошилова (23 августа 1917), городским головой стал большевик Александр Червяков, таким образом Луганск стал первым российским городом, где городскую думу возглавил большевик[19]. В память о Клименте Ворошилове установлен конный памятник (1981).
- 29 августа 1917 года из представителей Совета рабочих и солдатских депутатов, городской думы, заводских комитетов был создан «Комитет спасения революции» от корниловского мятежа. Комиссар Временного правительства Нестеров был арестован, прекратил существование «Общественный комитет», были арестованы прокорниловски настроенные офицеры местного гарнизона, представители крупной буржуазии и высшие чиновники. Для руководства отрядами Красной гвардии, созданными на базе существовавших ранее боевых рабочих дружин, был образован штаб во главе с Александром Пархоменко.
- В сентябре 1917 года в результате процесса большевизации Советов, в Луганском совете рабочих, солдатских и крестьянских депутатов из 120 депутатов 82 являлись большевиками
- В феврале — марте 1918 года Луганск находился в составе Донецко-Криворожской советской республики.
- В начале марта 1918 года, под руководством Климента Ворошилова, из рабочих Луганского тепловозостроительного завода был организован 1-й Луганский социалистический отряд для обороны Донбасса от австро-германских войск[14] (10 марта 1918 года выступивший на фронт в район Бахмач — Конотоп)[20].
- В марте 1918 года город входит в состав Половецкой земли УНР с земским центром — городом Бахмут.
- В апреле 1918 года, во время продолжавшейся Первой мировой войны, в ходе операции Фаустшлаг, Луганск был оккупирован Центральными державами[8]. 7−8 апреля 1918 года, в связи с продвижением немецко-австрийских войск, Луганск, вместо оккупированного Харькова, стал столицей Донецко-Криворожской Республики[21]. В мае 1918 года Луганск заняли белые (противники большевиков войска Деникина). Город неоднократно переходил из рук в руки[8].
- После окончания Первой мировой войны, победившие большевики создали Советский Союз на территории бывшей Российской империи и начали восстанавливать город Луганск[18], который быстро рос в межвоенный период[1]. С 5 февраля 1919 года по март 1923 года Луганск находился в составе Донецкой губернии и являлся её административным центром до 1920 года (С 1920 года административный центр —Бахмут).
- 27 мая 1919 — 24 декабря 1919 — город под контролем ВСЮР.
- Январь 1920 — город взят Красной Армией[1], в нём окончательно установилась советская власть.

## Украинская советская социалистическая республика
Город восстанавливался после Гражданской войны, был основан областной краеведческий музей (1920), открыт пединститут (1929).
В рамках борьбы с религией Общество безбожников получило (1929) здание Петропавловского собора (основан в 1761).
С марта 1923 по сентябрь 1930 года Луганск — административный центр Луганского округа Донецкой губернии Украинской ССР (1 октября 1925 года все губернии на территории УССР были упразднены и округ перешёл в прямое подчинение Украинской ССР). Округ упразднён 2 сентября 1930 года, как и все округа УССР, а его районы были переданы в прямое подчинение Украинской ССР.
Украинизация на территории Луганска, как и на всей территории Украинской ССР, началась после принятия постановления ВУЦИК и Совнаркома УССР «О мерах обеспечения равноправия языков и о содействии развитию украинского языка» от 1 августа 1923 года. Потребовалось дополнительное постановление ВУЦИК и СНК УССР от 30 апреля 1925 года «О мерах по срочному проведению полной украинизации советского аппарата» для активизации процесса, так как, по состоянию на август 1923 года, в Луганске числилось всего 9 учителей, которые могли вести преподавание на украинском языке.
С 1923 года до февраля 1940 года в городе дислоцировались 240-й стрелковый полк, 80-й артиллерийский полк, 80-й конный эскадрон 80-й стрелковой дивизии Украинского военного округа. В июле 1928 года приказом РВС СССР полк был переименован в 240-й стрелковый Красно-Луганский полк, комсомольская организация которого была награждена переходящим Красным Знаменем ЦК ЛКСМУ (1934).
15 апреля 1925 года город Луганск был награждён Орденом Трудового Красного Знамени (вручал зампред Реввоенсовета Союза Климент Ворошилов и «всеукраинский староста» Григорий Петровский, принимал председатель Луганского горисполкома Н.Третьяков, по уточнённым данным секретарь Донецкого губкома партии А. Ф. Радченко).
В 1926 году население города — 77 тыс. человек.
31 октября 1931 выпущен первый в СССР тяжёлый грузовой паровоз серии ФД («Феликс Дзержинский»). 1 мая 1934 был пущен Луганский трамвай. В 1935 году в городе функционировало 25 школ, из них 22 украиноязычных и 3 русскоязычные. 5 ноября 1935 Луганск был переименован в Ворошиловград в честь Климента Ворошилова ( название сохранялось в 1935—1958, 1970—1990 годах). 3 июня 1938 город стал областным центром. Экономическое восстановление и развитие города также сопровождалось значительными демографическими изменениями. В период с 1926 по 1939 год население выросло с 72 000 до 212 000, произошёл приток украинцев из сельской местности в город, многие из них были беженцами, спасавшимися от Голодомора. Доля украинцев выросла с 19,1 % до 58,7 % (в период с 1897 по 1939 год). Доля русского населения сократилась до 34,5 %. Был построен драмтеатр (1939), кукольный театр (1939).

### Вторая мировая война
Ворошиловград стал прифронтовым городом во Второй мировой войне после провала операции нацистской Германии «Барбаросса» по захвату крупных советских городов. В июле 1942 года Германия вынудила Советы отступить к Волге и Северному Кавказу.
17 июля 1942 — 14 февраля 1943 город Ворошиловград находился под германской оккупацией, при которой город был переименован опять в Луганск, главной городской газетой стала украиноязычная «Новая жизнь» под редакцией Максима Бернацкого (до войны профессор Ворошиловградского пединститута), школьное образование было переведено на украинский язык. В то же время местные жители вели партизанскую войну против оккупантов. После взятия города Красной Армией, в ходе Ворошиловградской наступательной операции (14 февраля 1943 года), украинские националисты (в том числе Максим Бернацкий) были приговорены к смертной казни. На 1 апреля 1943 года в Ворошиловграде осталось всего 73 тыс. человек.

### Послевоенный период
В послевоенный период город был восстановлен. Была построена гостиница Октябрь (1944), проектный институт «Гипрошахт» (1944), художественный музей (1944), Дом техники (1950). Были разбиты скверы: сквер Молодой гвардии (1956), сквер Героев войны (1957). Главной площадью города стала Площадь Героев ВОВ (1950), до неё главной была Красная площадь (1840). Была увековечена память павших воинов: в честь Героя Советского Союза Андрея Демёхина была названа улица, на которой он жил (1965), сооружён мемориал Острая могила. Было учреждено звание Почётный гражданин Луганска (1965).
Население восстановилось и выросло, снова вместе с демографическими изменениями. В 1956 году население города 250 тыс. человек. Русские специалисты и рабочие были привлечены для восстановления и помощи в индустриализации, увеличив долю русских до 47,1 % и сократив долю украинцев до меньшинства в 48,3 % к 1959 году.
5 марта 1958 года, после укрепления власти Никиты Хрущёва и расправы со сталинской «Антипартийной группой», в которую входил и Климент Ворошилов, городу было возвращено название Луганск. Была выдвинута инициатива не называть города именами живых деятелей, что коснулось переименования таких мест, связанных с Ворошиловым, как Алчевск, Уссурийск и Ставрополь. Также и Ворошиловоградская область стала Луганской. За одну ночь памятник Ворошилову в луганском парке был демонтирован, улица его имени была переименована в «Октябрьскую».
В 1958 году была возведена луганская телебашня, началось однопрограммное телевизионное вещание, с 1971 года двухпрограммное вещание, а в 1980 году вышла первая цветная программа.
В 1964 году была введена особая система нумерации городских маршрутов в зависимости от вида транспорта. Трамваи получили номера, начиная с № 1, троллейбусы с № 51, а автобусы с № 101. Этот порядок не имеет аналогов в других городах Украины.
5 января 1970, при Леониде Брежневе, после смерти Климента Ворошилова (в 1969), Луганск опять был переименован в Ворошиловград, Луганская область — в Ворошиловградскую.
В 1972 году луганский футбольний клуб «Заря» стал чемпионом СССР, первым не из столицы республики.
В 1972 году произошёл умышленный таран самолёта Ан-2 кампании Аэрофлот четырёхэтажного жилого дома, лётчик Тимофей Шовкунов погиб.
В 1970—1980 годах было ликвидировано «преступное гнездо» в центре города в Цыганском овраге, началась его застройка.
4 мая 1990 года Ворошиловград был переименован в Луганск, Ворошиловградская область— в Луганскую (Указ Президиума ВС УССР № 9169-XI).
В 1990 году был основан Музей истории и культуры Луганска.

## Независимая Украина
После распада СССР Украина стала независимой (1991), к 1991 году население Луганска достигло 524 тысяч человек.
В 1993 году в городе действовала лишь одна украинская школа.
В 1994 году городским головой Луганска был Алексей Данилов, в 2005 году ставший губернатором Луганской области. В 1994 году в Донецкой и Луганской областях состоялся консультативный референдум, на котором около 90 % высказались за то, чтобы русский язык получил статус официального языка наряду с украинским, а русский язык стал официальным языком на региональном уровне. В 1996 году численность населения города уменьшилась до 517 тысяч человек, но в 1998 году увеличилось до 528,4 тыс. человек. 24 августа 1998 в сквере имени Героев Великой Отечественной войны был разогнан пикет горняков краснодонских шахт перед Луганской облгосадминистрацией, в течение 156 дней требовавших погашения задолженности по зарплате за 2,5 года. Пострадало 22 шахтёра, 12 бойцов «Беркута» и 3 милиционера. 14 декабря 1998 года горняк Александр Михалевич совершил акт самосожжения в знак протеста против задержки выплаты зарплаты с 1996 года. 17 декабря вся задолженность была погашена. Ежегодно, 24 августа и 14 декабря отмечался день памяти данных событий.
В начале XXI века в Луганске работало 87 промышленных предприятий (ведущая отрасль — машиностроение). Городским главой города с 1998 года и по 2002 год был Анатолий Ягофёров, член партии «Реформы и порядок».
В 2001 году по Переписи-2001 население города составляло 463 тыс. человек. Предыдущие демографические тенденции изменились в независимой Украине; к 2001 году украинцы, которые все больше говорили по-русски, составляли 50 % населения, а русские — 47 %.
На местных выборах 2002 года, которые прошли вместе с общенациональными выборами в парламент, городским головой был избран Евгений Бурлаченко. С 2006 года городским головой стал Сергей Кравченко.
21 сентября 2007 года железнодорожная станция"Луганск" была электрифицирована.
В 2009 году население города составляло 474 тыс. человек. В агломерации, центром которой является Луганск — 688 тыс. человек.
В 2010 году решением властей в центре Луганска был установлен бронзовый памятник уроженке города Татьяне Снежиной. С 2012 года в майские дни у памятника ежегодно проходил творческий Фестиваль «Душа», посвященный её памяти, в котором участвовали лауреаты литературной премии Татьяны Снежиной, Межрегиональный союз писателей, молодые поэты и барды Луганска, вокальные и танцевальные коллективы центров детского и юношеского творчества и школ города, областная библиотека им. М. Горького.
В 2012 году был пущен последний трамвай.
В 2013 году был остановлен трубный завод Якубовского.
Население в целом начало сокращаться по мере стагнации экономики, сократившись с 505 тыс. в 1992 году до 424 тыс. в 2014 году.

### Евромайдан
В результате политического кризиса на Украине, когда случился Евромайдан, с одной стороны, и обострение противостояния в южных и восточных регионах страны, с другой стороны, в Луганске, 24 ноября 2013 года на площади у памятника Тарасу Шевченко прошёл митинг в поддержку евроинтеграции, в ходе которого возник конфликт с донскими казаками из Станицы-Луганской.1 декабря 2013 года сторонники евроинтеграции устроили пикеты в центре Луганска под лозунгом «Януковича в отставку!». В ответ на это, 13 декабря 2013 года, из Луганска в Киев был направлен специальный поезд активистов для поддержки украинской действующей власти президента Януковича. 25 января 2014 года, в Луганске, по инициативе Партии регионов прошёл массовый митинг в поддержку Януковича, 27 января областная администрация призвала граждан создавать отряды самообороны для борьбы со сторонниками Евромайдана, которые могли захватить административные здания.

### Российско-украинская война
В феврале 2014 года началась Российско-украинская война.
После украинской Революции достоинства (Евромайдан) Россия оккупировала и аннексировала Крым у Украины. Затем она поддержала российские военизированные формирования, которые начали войну в восточном регионе Донбасса против украинских военных.
22 февраля 2014 года, после отстранения Верховной радой Виктора Януковича от власти, сторонники Евромайдана попытались взять штурмом здание луганской обладминистрации. Перед этим произошла стычка между сторонниками Евромайдана и активистами «Луганской гвардии».
2 марта 2014 года и. о. президента Украины Александр Турчинов сместил луганского губернатора Владимира Пристюка и назначил на его место Михаила Болотских. 5 марта 2014 на пророссийском митинге был избран «народный губернатор» Александр Харитонов . 9 марта противники новых украинских властей захватили здание обладминистрации, подняли флаг России и изгнали Михаила Болотских.
21 марта 2014 года сторонники украинских властей из «Народной Самообороны» разгромили палатку-пикет пророссийских активистов из «Луганской гвардии».
22 марта 2014 прошёл массовый пророссийский митинг под лозунгами «Янукович — наш президент», «Мы не титушки».
27 марта было запрещено вещание российских каналов, что вызвало протесты.
30 марта 2014 года в Луганске в центре города состоялся масштабный (10 тысяч человек) митинг под лозунгом: «Да» — референдуму, «нет» — выборам президента!" .
6 апреля 2014 года в Луганске пророссийские участники митинга захватили здание СБУ и потребовали освобождения политзаключённых (Харитонова и других) и федерализации. 8 апреля 2014 года генерал Александр Петрулевич, назначенный Турчиновым начальником управления СБУ, разрешил пророссийским сепаратистам взять оружие из оружейной комнаты (позднее он утверждал, что оружейная комната была вскрыта «специальным резаком» без него).
7 апреля 2014 года пророссийские активисты захватили здании СБУ, в котором разместили Объединённый штаб Юго-Восточного сопротивления, потребовав от украинской власти освобождения всех политических заключённых, проведения в Луганской области референдума по самоопределению региона, пригрозив созданием «Парламента Луганской Республики». 7 апреля 2014 украинский депутат Ландик заявил, что за сепаратистами в Луганской области стоит Партия Регионов (по спискам которой он дважды избирался в Верховную Раду) во главе с её руководителем Ефремовым А. С.. С 7 апреля 2014 года Луганск стал считаться Украиной временно оккупированным. 11 апреля Объединённый штаб Армии Юго-Востока выдвинул ультиматум Луганскому областному советус требованием провозглашения государственного суверенитета Луганской Народной Республики и проведения референдума. 14 апреля 2014 года прошёл митинг против новых украинских властей у здания Луганской ОГА, через члена координационного совета Луганской области Алексея Чмуленко, губернатору области были переданы требования митингующих: признать нелегитимность новых украинских властей, признать законным существование «народного движения» и освободить арестованных активистов. 16 апреля 2014 года было объявлено об «объединении» юго-восточных регионов в Федерацию Юго-Востока Украины, во главе с временным президентом Анатолием Визиром, ранее главой Апелляционного суда Луганской области, сразу обратившимся за помощью к РФ и введшим на территории «Федерации Юго-Востока Украины» конституцию 1996 года и чрезвычайное положение.
24 апреля в Луганск приехала Юлия Тимошенко для ведения переговоров с захватчиками здания СБУ. Также переговоры с сепаратистами-активистами вёл городской голова Сергей Кравченко. 21 апреля на народном сходе народным губернатором края был избран Валерий Болотов.

## Луганская Народная Республика

### 2014
В результате пророссийских протестов (2014) началась война на Донбассе (12 апреля), уже 27 апреля на митинге от имени Координационного народного совета была провозглашена Луганская Народная Республика со столицей в Луганске. С 2014 года Украинская администрация не контролировала Луганск и перенесла областной центр Луганской области в Северодонецк. 29 апреля после истечения срока ультиматума, предъявленного властям, пророссийские активисты вновь захватили здание обладминистрации, прокуратуры, а также УВД и телекомпанию ЛОТ (Луганское областное телевидение). 11 мая был проведен сфальсифицированный (94 % проголосовавших высказались за государственную самостоятельность республики) референдум о самоопределении самопровозглашённой Луганской Народной Республики (ЛНР). Референдум нарушал конституцию и законодательство Украины, предусматривающие изменение территориального устройства страны лишь путём всеукраинского референдума. Украинские власти, США, ЕС, ПАСЕ, ОБСЕ расценили референдум как нелегитимный, Россия де-юре его не признала. ЛНР получила фактический контроль над примерно третьей частью территории области, включая Луганск. 12 мая власти ЛНР провозгласили её независимость от Украины.17 мая Генеральная прокуратура Украины объявила Луганскую Народную Республику, а также все её структуры, в том числе и Армию Юго-Востока террористической организацией. 24 мая Донецкая и Луганская Народные Республики подписали документ об образовании Новороссии. 28 мая сепаратисты захватили часть нацгвардии (№ 3035) в Луганске.
Летом 2014 года Украина начала контрнаступление.
1 июня сепаратисты взяли под свой контроль Луганский патронный завод.
2 июня в ходе боевой спецоперации украинскими ВВС по центру Луганска был нанесён авиаудар по зданию Луганской ОГА, с целью ликвидации Валерия Болотова, но погиб пророссийский активист Александр Гизай.
2-4 июня произошло вооружённое нападение на управление Луганского пограничного отряда Государственной пограничной службы Украины, организованное формированиями непризнанной Луганской Народной Республики. Народный губернатор Луганска Валерий Болотов предложил пограничникам сдаться. 4 июня пограничники по приказу командования оставили базу, а сепаратисты захватили боеприпасы. 14 июня, когда украинская армия с севера вплотную приблизилась к Луганску, в аэропорту Луганска сепаратисты сбили военно-транспортный самолёт ИЛ-76, принадлежащий ВСУ, погибло 49 военнослужащих ВСУ.
18 июня было заключено перемирие для обмена и захоронения тел погибших. 3 июля ВСУ начали целенаправленные обстрелы Луганска, от которых первоначально страдали жители окраинных районов (Вергунка и Камброд). 15 июля  луганский трамвай перестал обслуживать пассажиров. В августе 2014 года украинские правительственные войска полностью окружили удерживаемый повстанцами Луганск. Сильный обстрел привёл к жертвам среди гражданского населения города. 18 августа украинские войска вошли в Луганск. В августе Россия и контролируемые ею сепаратисты предприняли широкомасштабное успешное контрнаступление. 22 августа в Луганск прибыла колонна с гуманитарной помощью из России, 23 августа грузовики из гуманитарной колонны вывезли из Луганска оборудование патронного завода и оборудование для производства радиолокационных систем «Кольчуга». 22 августа Министр иностранных дел Литовской Республики Линас Линкявичюс заявил в своём микроблоге в Твиттере, что почётный консул Литвы в Луганске Николай Зеленец был похищен и убит сепаратистами, что не смог подтвердить посол Литвы на Украине Пятрас Вайтекунас, но признала пресс-секретарь Кэтрин Эштон, возложившая ответственность на незаконные вооружённые формирования в Луганске. Фактически с августа, после бегства украинского городского головы Сергея Кравченко, функции украинской главы администрации Луганска взял на себя Манолис Пилавов (официальное назначен со 2 декабря 2014 года). После контрнаступления на Иловайск, под контроль ЛНР перешло Лагутино и другие пригороды Луганска. 1 сентября сепаратисты ЛНР взяли под свой контроль аэропорт Луганска, который в течение трёх месяцев удерживали ВСУ. 5 сентября, согласно предложенному президентом Украины Петром Порошенко Мирному плану, был подписан бывшим президентом Украины Леонидом Кучмой Минский протокол о прекращении огня. На момент подписания Протокола сепаратисты ЛНР контролировали Луганск. 16 сентября Верховная Рада Украины приняла два закона: «Об особом порядке самоуправления отдельных районов Донбасса» и «О недопущении преследования и наказания участников событий на территории Донецкой и Луганской области». Закон об особом статусе предусматривал особый трёх-летний порядок самоуправления. 7 октября была создана Народная милиция ЛНР, просуществовавшая до 31 декабря 2022 года. 2 ноября, в результате Всеобщих выборов, главой ЛНР стал Игорь Плотницкий. С 1 декабря украинские власти ввели против неподконтрольных территорий ДНР и ЛНР финансово-экономическую блокаду.

### 2015
После подписания (со стороны ЛНР Игорем Плотницким) второго Минского соглашения активные боевые действия прекратились. 5 марта 2015 года Геннадий Москаль стал украинским главой Луганской областной военно-гражданской администрации. В марте он уволил 48 руководителей областных лечебных учреждений (среди которых областная клиническая больница, клиническая психоневрологическая больница; станция переливания крови; кожно-венерологический диспансер; противотуберкулезный диспансер), которые отказались перерегистрировать свои учреждения на подконтрольной украинской власти территории и продолжили работать на территории ЛНР, нарушив распоряжение Кабинета министров Украины. 28 марта было возобновлено пассажирское сообщение между станциями Ясиноватая — Луганск. В начале июня Украина перекрыла водоснабжение в ЛНР, республика перешла на резервное снабжение водой, но 18 августа было подписано соглашение между предприятиями ЛНР и Украины по поставкам воды.
12 мая Геннадий Москаль запретил проезд на Украину с паспортами ЛНР и ДНР, признавался только паспорт гражданина Украины. В мае также была перекрыта доставка воды на территорию непризнанной ЛНР, до этого поставлявшаяся бесплатно. 22 мая Москаль окончательно перекрыл последний пешеходный переход в ЛНР, объявив блокаду на 60 дней.
17 июня съёмочная группа ВГТРК попала под миномётный обстрел украинских войск под Луганском, в результате видеоинженер Антон Волошин погиб на месте, а корреспондент Игорь Корнелюк получил тяжёлое ранение и позже скончался в больнице.
15 сентября с поста украинского главы Луганской областной государственной администрации Украины была уволена Ирина Веригина, на её место, 17 сентября, кабинетом министров Украины был предложен Геннадий Москаль, 18 сентября утверждённый на эту должность президентом Украины Петром Порошенко. Однако украинская областная госадминистрация была перенесена в Северодонецк из-за того, что областной центр Луганск уже несколько месяцев контролировался вооружёнными формированиями ЛНР. 20 октября Геннадий Москаль призвал украинский Кабмин переоформить юридические адреса и перевести Луганский национальный аграрный университет и Луганскую государственную академию культуры и искусств на контролируемую украинским правительством территорию, с отключением от государственного финансирования до их перерегистрации и переезда на контролируемую Украиной территорию. В ноябре украинский 12-й БТО принял решение не пропускать грузовики с продуктами и пассажирские автобусы, направляющиеся в Луганск, также по сообщению Геннадия Москаля был случай перекрытия водопровода идущего в Луганск.
С 2015 года Луганский тепловозостроительный завод прекратил выпуск локомотивов.

### 2016
В ЛНР была совершена попытка переворота, в результате которого был убит председатель Совета министров ЛНР Геннадий Цыпкалов и приговорён к длительному тюремному заключению заместитель командующего управления Народной милиции ЛНР Виталий Киселёв, а бывший председатель Народного совета республики Алексей Карякин объявлен в розыск Генеральной прокуратурой ЛНР.

### 2017
27 января в Москве скончался экс-глава ЛНР (первый глава ЛНР) Валерий Болотов. 4 февраля в Луганске, в результате взрыва автомобиля, погиб начальник луганского управления Народной милиции ЛНР Олег Анащенко.
16 марта было прекращено железнодорожное сообщение между территориями, контролируемыми ДНР и ЛНР, и остальной частью Украины, что привело к полной остановке поставок угля.
С 21 октября по 24 ноября продолжался политический кризис, в результате противостояния между главой ЛНР Игорем Плотницким и главой МВД Игорем Корнетом. 21 ноября на улицах Луганска появилась военная техника, вооружённые люди без знаков различия с белыми повязками и бойцы спецподразделения «Беркут» взяли под контроль весь центр города, здание министерства внутренних дел и ГТРК ЛНР. Плотницкому пришлось бежать в РФ. 5 ноября отставка Игоря Плотницкого была принята Народным советом ЛНР и Леонид Пасечник был единогласно утверждён в должности главы ЛНР. В ноябре, на фоне политического кризиса в ЛНР, украинская армия перешла в наступление, заняв некоторые территории, подконтрольные ЛНР.

### 2018
18 января Верховная рада Украины приняла закон «Об особенностях государственной политики по обеспечению государственного суверенитета Украины над временно оккупированными территориями в Донецкой и Луганской областях», закон вступил в силу 24 февраля, зафиксировав отказ украинских властей от Минских договорённостей.

### 2019
24 апреля 2019 года президент России Владимир Путин подписал указ, позволяющий жителям ЛНР получить гражданство РФ в упрощённом порядке и противоречащий Минским договорённостям.

### 2021
В 2021 году украинские власти во главе с президентом Зеленским заявили о невозможности выполнения Минских соглашений в нынешней редакции.

### 2022
Леонид Пасечник обратился к президенту РФ Владимиру Путину с просьбой признать независимость ЛНР. 21 февраля Россия признала независимость ЛНР, а 24 февраля началось вторжение России на Украину. В ходе войны ЛНР установила контроль над всеми городами Луганской области. На День Победы город Луганск носил название Ворошиловград. В конце 2022 года Луганская область с Луганском была аннексирована (30 сентября 2022 года) Россией после фиктивного (не признан международным сообществом) референдума (23—27 сентября 2022 года, 27 сентября 2022 года ЦИК РФ объявила результаты: в в ЛНР за присоединение к России 98,42 %)). О планах проведения референдума сообщал глава ЛНР Леонид Пасечник, в их организации принимал участие бывший вице-губернатор Курганской области Владислав Кузнецов (9 июня 2022 года Указом Главы самопровозглашённой Луганской Народной Республики назначен первым заместителем Председателя Правительства Луганской Народной Республики). Аннексия территорий была оформлена как подписание президентом РФ Владимиром Путиным договора с главой «ЛНР» Леонидом Пасечником. 2 октября Конституционный суд России признал соответствующими Конституции РФ все четыре договора о присоединении к России территорий Луганской, Донецкой, Запорожской и Херсонской областей. В нарушение статьи 73 украинской Конституции (оговаривает, что вопрос об изменении территории страны может решаться лишь на всеукраинском референдуме), но по конституционному закону «О порядке принятия в РФ и образования в ее составе нового субъекта РФ» (использовался и в 2014 году для аннексии Крыма) 4 октября 2022 года Луганск и Луганская Народная Республика были приняты в состав Российской Федерации. Наиболее известные исторические параллели подобных присоединений: Аншлюс (аннексия нацистской Германией Австрии перед Второй мировой войной), выборы в балтийских странах перед их аннексией СССР. Было запланировано появление местных отделений российских федеральных органов исполнительной власти к 1 июня 2023 года.
3 октября спикер Госдумы Вячеслав Володин объявил, что нижняя палата парламента «единогласно» одобрила ратификацию договоров о «принятии в состав Российской Федерации» самопровозглашенных ДНР и ЛНР и оккупированных Запорожской и Херсонской областей Украины, 4 октября Совет Федераций проголосовал за присоединение к России Донецкой, Луганской, Херсонской и Запорожской областей Украины, после чего документы были представлены Владимиру Путину для окончательного подписания. 5 октября Владимир Путин подписал закон о включении в состав России четырёх областей Украины.

### 2024
7 мая нефтебаза в городской черте Луганска попала под удар украинской армии.
7 июня ВСУ нанесли удар пятью ракетами ATACMS по аннексированному Луганску, по результатам которого в Луганске 8 июня было объявлено днём траура.

### Документы
- Постанова Президії Ворошиловградської міської ради від 11.11.1935 «Про перейменування м. Луганська на місто Ворошиловград»
- Указ Президії Верховної Ради УРСР від 5.3.1958 «Про перейменування Ворошиловградської області і міста Ворошиловград»
- Указ Президії Верховної Ради УРСР від 5.1.1970 «Про перейменування міста Луганська і Луганської області»
- Указ Президії Верховної Ради СРСР від 18.12.1971 «Про нагородження міста Ворошиловграда орденом Жовтневої Революції»
- Указ Президії Верховної Ради Української РСР від 4.5.1990 «Про перейменування міста Ворошиловграда та Ворошиловградської області»